# Фред Тайлер
Фред Тайлер (англ. Fred Tyler, 15 березня 1954) — американський плавець.
Олімпійський чемпіон 1972 року.